# Milena Fafiet
Milena Fafiet, née le 23 décembre 2002, est une coureuse cycliste érythréenne.

## Carrière
Aux Championnats d'Afrique de cyclisme sur route 2022 à Charm el-Cheikh, Milena Fafiet est médaillée d'or en contre-la-montre par équipes et médaillée d'argent en contre-la-montre par équipes mixtes,.

## Palmarès
- 2019
  -  Championne d'Érythrée sur route juniors
  -  Championne d'Érythrée du contre-la-montre juniors
- 2022
  -  Championne d'Afrique du contre-la-montre par équipes (avec Danait Fitsum, Monalisa Araya et Adiam Dawit)
  -  Médaillée d'argent du championnat d'Afrique du contre-la-montre par équipes mixte
- 2024
  -  Médaillée d'argent du championnat d'Afrique du contre-la-montre par équipes mixtes